# Ibex Airlines
Ibex Airlines Co., Ltd. ist eine japanische Fluggesellschaft mit Sitz im tokioter Stadtteil Kōtō. Sie führt unter der Marke ANA Connection Regionalflüge für All Nippon Airways durch.

## Geschichte
Ibex Airlines wurde am 29. Januar 1999 als The Fair Inc. gegründet. Im Juni 2000 wurde die Genehmigung zur Aufnahme des Geschäftsbetriebs als Fluggesellschaft erteilt. Ab dem 7. August 2000 begann der Linienverkehr zwischen den Flughäfen Sendai und Kansai mit einer von Lauda Air erworbenen Bombardier CRJ100. In der Folgezeit wurde die Flotte weiter aufgebaut und damit einhergehend wurden weitere Flugverbindungen eingerichtet. Als The Fair Inc. im Oktober 2004 in IBEX Airlines Co., Ltd. umfirmierte, bestand die Flotte aus vier Flugzeugen.

## Flugziele
Ibex Airlines bedient ausschließlich Ziele in Japan.

## Flotte

### Aktuelle Flotte

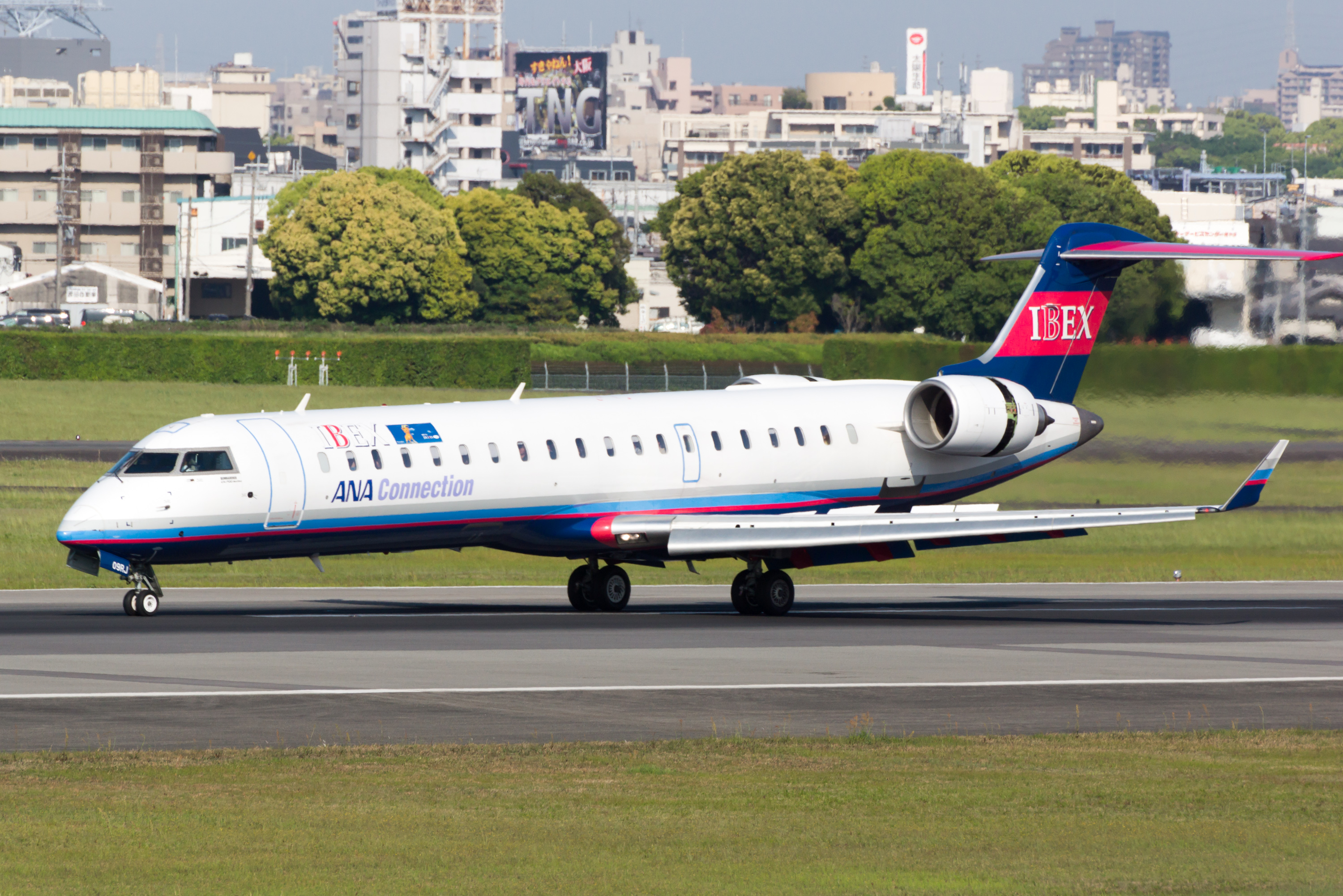
Bombardier CRJ700 der Ibex Airlines

Mit Stand März 2023 besteht die Flotte der Ibex Airlines aus neun Flugzeugen mit einem Durchschnittsalter von 8,9 Jahren:
| Flugzeugtyp       | aktiv | bestellt | Anmerkungen  | Sitzplätze | Durchschnittsalter (Juni 2022) |
| ----------------- | ----- | -------- | ------------ | ---------- | ------------------------------ |
| Bombardier CRJ700 | 9     |          | zwei inaktiv | 70         | 8,9 Jahre                      |

### Ehemalige Flotte
- Bombardier CRJ100/200